# Churfeisz
Churfeisz (hebr. חורפיש; arab. حرفيش; ang. Hurfeish) – samorząd lokalny położony w Dystrykcie Północnym, w Izraelu.

## Położenie
Miejscowość Churfeisz jest położona na wysokości 654 metrów n.p.m. w górach Górnej Galilei. Leży u północno-zachodnich podnóży masywu góry Meron (1208 m n.p.m.). Na wschód od miejscowości wznosi się góra Har Chiram (996 m n.p.m.), a na północny wschód góra Har Adir (1008 m n.p.m.). Spomiędzy nich spływają w kierunku zachodnim głębokimi wadi strumienie Pa'ar i Hiram, które przepływają przez wschodnią część miejscowości Churfeisz i zasilają przepływający na południu strumień Keziw. Na południe od miejscowości wznosi się góra Har Zevul (814 m n.p.m.), a na północy Har Matat (840 m n.p.m.). Okoliczny teren opada w kierunku północno-zachodnim do wadi strumienia Keziw. W otoczeniu znajdują się miasto Ma’alot-Tarszicha, miejscowości Bet Dżan i Peki’in, moszawy Elkosz, Peki’in Chadasza i Curi’el, kibuc Sasa, oraz wieś komunalna Mattat. W odległości około 5 kilometrów na północ od miejscowości przebiega granica z Libanem. Na północy znajduje się baza wojskowa Biranit, będąca siedzibą 91 Dywizji Terytorialnej Galil. Na górze Har Adir znajduje się niewielka wojskowa baza obserwacyjna oraz ważny ośrodek telekomunikacyjny Sił Obronnych Izraela. Natomiast na górze Meron znajduje się wojskowy ośrodek kontroli radarowej i obrony przestrzeni powietrznej Sił Powietrznych Izraela.

### Podział administracyjny
Churfeisz jest położone w Poddystrykcie Akki, w Dystrykcie Północnym.

## Demografia
Zgodnie z danymi Izraelskiego Centrum Danych Statystycznych w 2011 roku w Churfeisz żyło prawie 5,7 tys. mieszkańców, z czego 95,9% Druzowie, 3,5% Arabowie chrześcijanie, 0,3% Arabowie muzułmanie i 0,3% inne narodowości. Wskaźnik wzrostu populacji w 2011 roku wynosił 1,8%. Zgodnie z danymi Izraelskiego Centrum Danych Statystycznych średnie wynagrodzenie pracowników w Churfeisz w 2009 roku wynosiło 5022 ILS (średnia krajowa 7070 ILS).
| Wiek (w latach) | Procent populacji w % |
| --------------- | --------------------- |
| 0 – 4           | 9,8                   |
| 5 – 9           | 10,6                  |
| 10 – 14         | 11,5                  |
| 15 – 19         | 10,4                  |
| 20 – 29         | 17,1                  |
| 30 – 44         | 21,6                  |
| 45 – 59         | 12,4                  |
| 60 – 64         | 1,9                   |
| 65 –            | 4,8                   |

Źródło danych: Central Bureau of Statistics.

## Historia

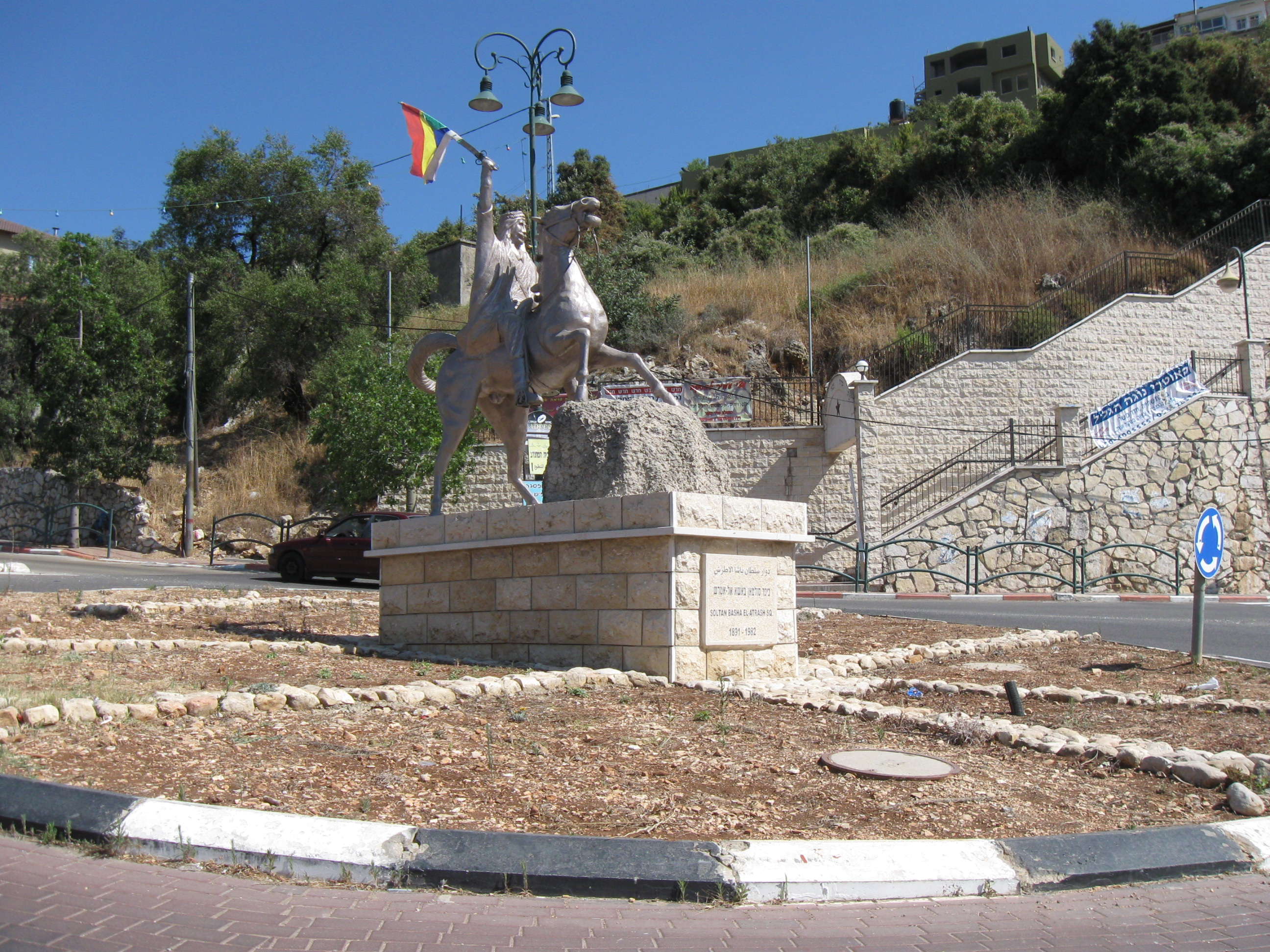
Pomnik poległych żołnierzy druzyjskich w Churfeisz

Nie wiadomo dokładnie kiedy powstała wieś Churfeisz. Pod koniec XIX wieku odwiedził ją francuski podróżnik Guérin Victor. Napisał on, że wsią zamieszkiwało około 300 druzów i 50 chrześcijan, którzy utrzymywali się z upraw oliwek, tytoniu i owoców cytrusowych. W wyniku I wojny światowej w 1918 roku cała Palestyna przeszła pod panowanie Brytyjczyków. Przyjęta 29 listopada 1947 roku Rezolucja Zgromadzenia Ogólnego ONZ nr 181 w sprawie podziału Palestyny przyznawała ten rejon państwu arabskiemu. Podczas wojny domowej w Mandacie Palestyny na początku 1948 roku w okolicy tej stacjonowały siły Arabskiej Armii Wyzwoleńczej, które paraliżowały żydowską komunikację w całym obszarze Galilei. Podczas I wojny izraelsko-arabskiej Izraelczycy przeprowadzili operację Hiram, w trakcie której w dniu 30 października 1948 roku zajęli wieś Churfeisz. Podczas wojny w izraelskiej armii służyła druzyjska jednostka wojskowa, z tego powodu Izraelczycy nie wysiedlili mieszkańców Churfeisz. Dzięki temu wieś zachowała swój pierwotny charakter. Po wojnie Druzowie utrzymali swoją lojalność wobec państwa Izrael, a mieszkańcy Churfeisz służyli w izraelskich siłach bezpieczeństwa. Według danych z 2006 roku 92,7% mieszkańców w wieku poborowym służyło w armii, z czego prawie 60% w jednostkach bojowych. W miejscowości znajduje się cmentarz wojskowy Druzów poległych w służbie izraelskiej armii. W 1967 roku Churfeisz otrzymała status samorządu lokalnego. Podczas II wojny libańskiej na miejscowość spadło 61 rakiet wystrzelonych przez organizację terrorystyczną Hezbollah z terytorium Libanu. Uszkodzone zostały 23 budynki, w tym dwie szkoły.

## Symbole
Herb miejscowości został przyjęty we wrześniu 1969 roku. Jego symbolika nawiązuje do druzyjskich wierzeń i lokalnych obiektów sakralnych. W herb wpleciona jest nazwa miejscowości pisana w języku arabskim i hebrajskim. Oficjalna flaga jest w kolorze białym z kolorowym herbem pośrodku.

## Polityka
Siedziba władz samorządowych znajduje się przy głównej drodze w zachodniej części miejscowości. Przewodniczącym samorządu jest Fares Saleh.

## Architektura
Miasteczko posiada typową arabską architekturę, charakteryzującą się ciasną zabudową i wąskimi, krętymi uliczkami. Zabudowa powstawała bardzo chaotycznie, bez zachowania jakiegokolwiek wspólnego stylu architektonicznego. Górskie położenie powoduje rozproszenie zabudowy i utrudnia stworzenie jednolitej infrastruktury. Większość miasteczka ma zabudowę typowo wiejską, jedynie w południowo-zachodniej części wybudowano nowoczesne osiedle mieszkaniowe Szchunat Chajalim Meszuhrarim, w którym mieszkają rodziny funkcjonariuszy izraelskiej armii i policji.

## Kultura
W miejscowości jest ośrodek kultury oraz biblioteka publiczna.

## Edukacja i sport
W miejscowości są trzy szkoły podstawowe, w których w 2010 roku uczyło się około 1,4 tys. uczniów. Średnia uczniów w klasie wynosiła 28. Przy szkołach są usytuowane boiska i sale sportowe.

## Turystyka
Miejscowość jest dogodnym punktem wyjściowym do wycieczek po górach Górnej Galilei. Tutejszy łagodny klimat przyciąga licznych turystów szukających latem schronienia przed upałami. W pobliżu jest położony rezerwat przyrody strumienia Keziw. W miejscowości istnieje możliwość wynajęcia noclegów i zjedzenia posiłku.

## Religia

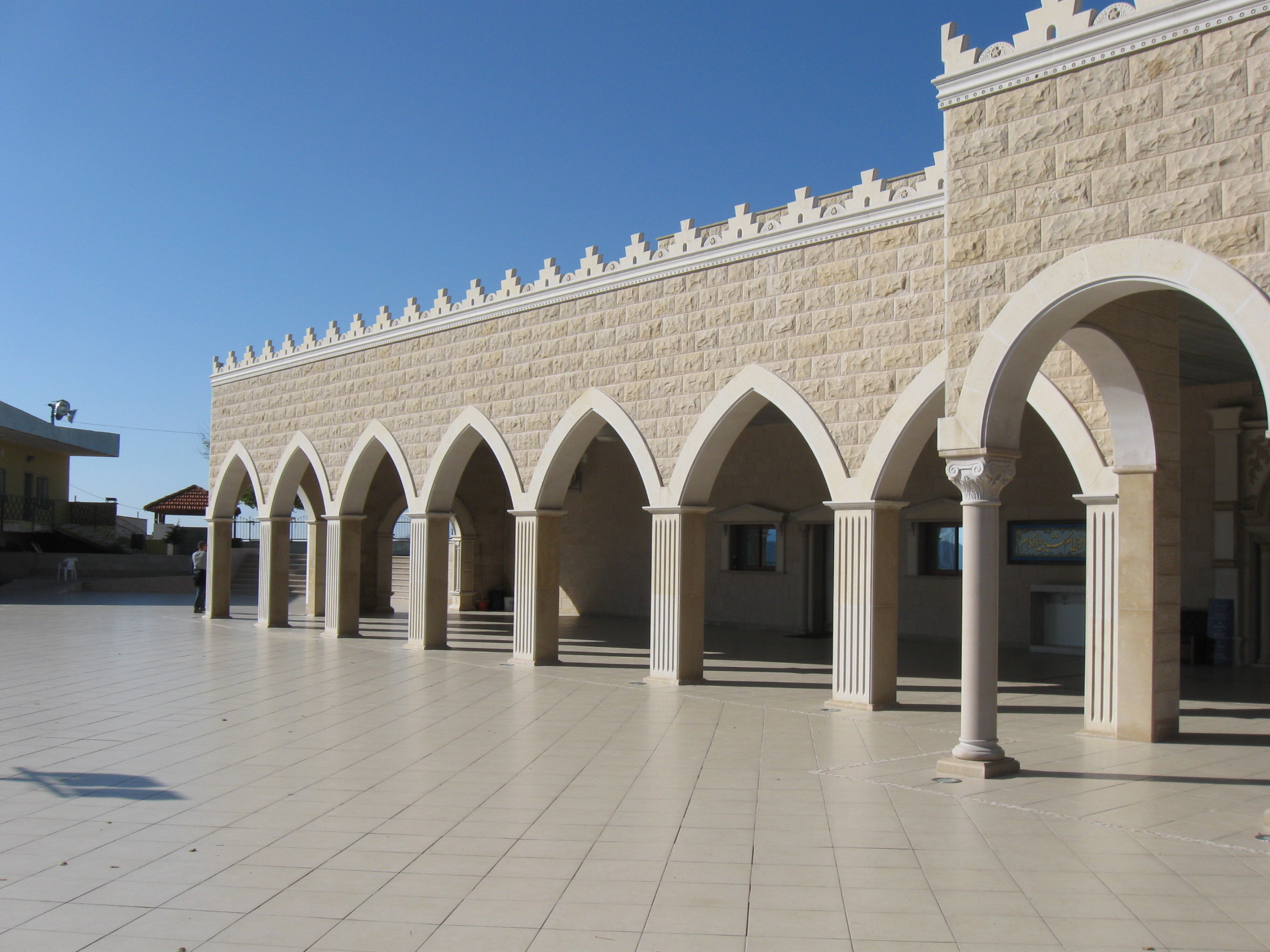
Grobowiec Nabi Sabalana

Na położonej na południe od miejscowości górze Har Zevul znajduje się jedno z najważniejszych miejsc religijnych Druzów w Izraelu. Jest to miejsce pochowania druzyjskiego proroka Nabi Sabalana. Druzowie wybudowali tutaj duży kompleks religijny, w skład którego wchodzą kaplica, szkoła religijna i sale przyjęć. Raz w roku (10 września) przybywają tutaj tysiące Druzów odbywających doroczne pielgrzymki.

## Gospodarka
Podstawą lokalnej gospodarki pozostaje rolnictwo, chociaż coraz większą rolę odgrywają usługi, handel i obsługa ruchu turystycznego. Wielu mieszkańców pracuje w okolicznych strefach przemysłowych i w izraelskich siłach bezpieczeństwa.

## Transport
Przez centrum miejscowości przebiega droga nr 89, którą jadąc na zachód dojeżdża się do moszawu Curi’el (w kierunku północnym odbija droga nr 8944 prowadząca do moszawu Elkosz), lub jadąc na wschód dojeżdża się do kibucu Sasa. Lokalną drogą prowadzącą na północ dojeżdża się do drogi nr 899 i wioski Mattat.